# Озонид натрия
Озонид натрия — бинарное неорганическое соединение
натрия и кислорода с формулой NaO3,
кристаллы.

## Получение
- Взаимодействие надпероксида натрия с озоном в жидком аммиаке:

{\displaystyle {\mathsf {NaO_{2}+O_{3}\ {\xrightarrow {-33^{o}C}}\ NaO_{3}+O_{2}\uparrow }}}
- Пропуская озон через гидроксид натрия в жидком аммиаке:

{\displaystyle {\mathsf {4NaOH+4O_{3}\ {\xrightarrow {-33^{o}C}}\ 4NaO_{3}+O_{2}\uparrow +2H_{2}O}}}

## Физические свойства
Озонид натрия образует кристаллы
тетрагональной сингонии,
пространственная группа I 4/mmm,
параметры ячейки a = 1,165 нм, c = 0,766 нм, Z = 14.
Растворяется в аммиаке.

## Химические свойства
- При нагревании разлагается:

{\displaystyle {\mathsf {2NaO_{3}\ {\xrightarrow {-10^{o}C}}\ 2NaO_{2}+O_{2}}}}